# Kvartarne djelatnosti
Kvartarne djelatnosti su načini da se opišu djelatnosti gospodarstva koje su najčešće vezane uz služenje ili pomaganje društvu, poput bolnica, raznih medija, vojske, policije, pravosuđa i sl.
Kvartarne djelatnosti su skupina gospodarskih najnovijih djelatnosti koje su  "nastale". Smatraju se ogrankom djelatnosti tercijarnog sektora, a velika ih većina ljudi smatra zasebnim gospodarskim sektorom. Naime, pojavile su se nakon djelatnosti tercijarnog sektora i većina razvijenih država bilježi rast udjela ljudi zaposlenih u kvartarnim djelatnostima.
One su vrlo bitne društvu kako bi se održalo i normalno funcioniralo.